# モンテプルチャーノ
モンテプルチャーノ (伊: Montepulciano) は、イタリア共和国トスカーナ州シエーナ県にある、人口約13,000人の基礎自治体（コムーネ）。
ワインの産地として有名で、サンジョヴェーゼ種などのブドウで作られているヴィーノ・ノービレ・ディ・モンテプルチャーノが代表的。

## 地理

### 位置・広がり

#### 隣接コムーネ
隣接するコムーネは以下の通り。括弧内のPGはペルージャ県、ARはアレッツォ県所属を示す。
- カスティリオーネ・デル・ラーゴ (PG)
- キアンチャーノ・テルメ
- キウージ
- コルトーナ (AR)
- ピエンツァ
- トッリータ・ディ・シエーナ

### 気候分類・地震分類
モンテプルチャーノにおけるイタリアの気候分類 (it) および度日は、zona D, 2100 GGである。
また、イタリアの地震リスク階級 (it) では、zona 3 (sismicità bassa) に分類される。

モンテプルチャーノ
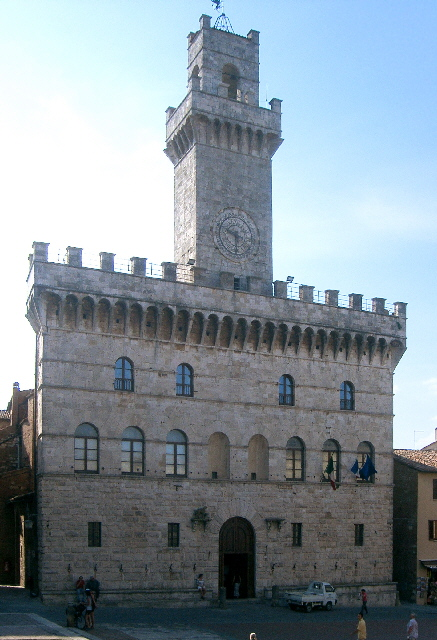
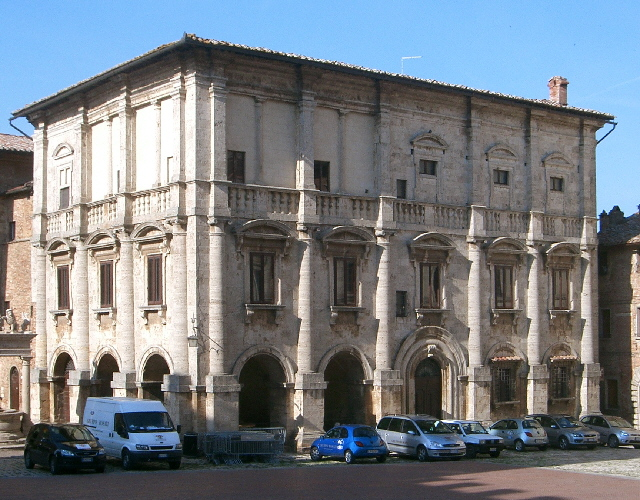

## 行政

### 分離集落
モンテプルチャーノには以下の分離集落（フラツィオーネ）がある。
- Abbadia, Acquaviva, Gracciano, Montepulciano Stazione, Sant'Albino, Tre Berte, Valiano

## 姉妹都市
- ムーラン、フランス

## 経済・産業
「Città dell'Olio」に所属している。

## 人物

### 著名な出身者
- ロベルト・ベラルミーノ - 16-17世紀のカトリック教会聖職者、枢機卿